# 英格蘭銀行10英鎊紙幣
英格蘭銀行10英鎊紙幣（Bank of England £10 note）是英鎊紙幣之一，也是現在流通的英鎊紙幣中面值第二低的紙幣。現行10英鎊紙幣於2000年發行，正面是英國女王伊麗莎白二世肖像，背面是查爾斯·達爾文肖像。自2017年9月開始，現行10英鎊紙幣將被塑質鈔票取代，反面的人物肖像也將改為簡·奧斯汀。由於七年戰爭造成黃金短缺，英格蘭銀行在1759年首次開始發行10英鎊紙幣。最初的紙幣是手寫，可兌換等值黃金（至1931年英國停用金本位止）。2013年，英格蘭銀行宣布將發行塑質的10英鎊紙幣。

## 外部連結
- Bank of England website （页面存档备份，存于）